# Félix Schavy
Félix Schavy (20 november 1907) was een Belgische voetballer en voetbalcoach. Hij speelde verscheidene seizoenen voor RSC Anderlecht en werd later ook trainer van Club Brugge.

## Carrière
Félix Schavy sloot zich als 13-jarige aan bij SC Anderlecht. In 1925 debuteerde hij in het eerste elftal van paars-wit. Als middenvelder groeide hij uit tot een belangrijke speler. Op het einde van het seizoen zakte de club naar de Eerste Afdeling, maar in 1927 keerde Anderlecht meteen terug naar de Ereafdeling.
Maar ook deze keer zakte Anderlecht terug naar de Eerste Afdeling. De club werd weer tweede in het eindklassement waardoor paars-wit terug promoveerde. Deze keer verbleef Anderlecht twee seizoenen lang in de hoogste voetbalklasse. In 1931 degradeerde Anderlecht voor de laatste keer in de geschiedenis van de club. Vanaf dan kwam Schavy niet meer aan spelen toe. Twee seizoenen later stapte hij over naar FC La Rhodienne, waar hij nog drie jaar voetbalde.
Na zijn voetbalcarrière was Schavy ook actief als voetbalcoach. Zo werd hij in april 1951 bij Club Brugge aangesteld als de opvolger van de Schotse trainer William Kennedy. Blauw-zwart was net naar Tweede Klasse gezakt en hoopte onder leiding van Schavy terug te keren naar Eerste Klasse. In zijn eerste seizoen greep hij net naast de promotie, nadien kwam Club Brugge amper nog in aanmerking. In 1954 liet hij de toen nog maar 16 jaar oude balgoochelaar Fernand Goyvaerts debuteren in het eerste elftal. In 1957 werd Schavy bedankt voor bewezen diensten. Hij werd opgevolgd door de Roemeen Norberto Höfling.